# Heerlijkheid Wellenburg
De heerlijkheid Wellenburg was een tot de Zwabische Kreits behorende heerlijkheid binnen het Heilige Roomse Rijk.
De Wellenburg wordt omstreeks 1200 voor het eerst vermeld. Het was de ambtszetel van de kamerheer van het prinsbisdom Augsburg. Aan het eind van de dertiende eeuw kwam het slot aan de familie Portner, een familie van ridderlijke Augsburgse patriciërs. In 1349 werd deze familie verdreven door de rijksstad Augsburg, waarna de burcht werd verwoest. De heerlijkheid kwam vervolgens in het bezit van de familie Onsorg. Uiteindelijk was de heerlijkheid deels door kardinaal Lang, aartsbisschop van Salzburg, geërfd en deels gekocht door keizer Maximiliaan I.
De kardinaal bouwde in 1507 een nieuw slot en verwierf ook het aandeel van Maximiliaan I.
In 1595 kwamen slot en heerlijkheid in het bezit van Fugger-Babenhausen.
Artikel 24 van de Rijnbondakte van 12 juli 1806 stelde de bezittingen van het huis Fugger (dus ook de heerlijkheid Wellenburg) onder de soevereiniteit van Beieren.